# 黄创保
黄创保（1941年6月2日—2020年4月13日），是泰国商人黄子明的长子，与弟弟黄创山创办了精工体育会及自行创办宝路华足球队。

## 亲属
- Paul Kanchanapas（子）——曼谷置地（大众）有限公司董事兼总经理
- Peter Kanchanapas（子）——IMPACT展览管理有限公司总经理